# 823 (číslo)
Osm set dvacet tři je přirozené číslo, které následuje po čísle osm set dvacet dva a předchází číslu osm set dvacet čtyři. Římskými číslicemi se zapisuje DCCCXXIII.

## Matematika
823 je:
- Prvočíslo
- Nešťastné číslo
- Příznivé číslo

## Astronomie
- (823) Sisigambis je planetka hlavního pásu, kterou objevil v roce 1916 Max Wolf

## Roky
- 823
- 823 př. n. l.